# 卡莱尔·科西克
卡莱尔·科西克（捷克語：Karel Kosík，1926年6月26日—2003年2月21日），捷克马克思主义哲学家。在他最著名的哲学作品《具体的辩证法》（1963年）中，科西克通过马丁·海德格尔的现象学原创性地重新诠释了卡尔·马克思的思想。他后来从左翼但并非严格意义上的马克思主义的立场尖锐批评了现代社会。